# Мирослав Хермашевски
Миро̀слав Хермашѐвски (на полски: Mirosław Hermaszewski) е първият поляк в космоса. Летял е с кораба „Союз 30“.
През 1965 завършва военното училище в Демблин. През 1978 г. е избран, от близо 500 пилота, да участва в програма „Интеркосмос“.
Заедно с Пьотър Климук прекарва близо 8 дни на борда на космическа станция „Салют“. По време на пребиваването си правят експерименти в някои области на геонауките и фотографират земната повърхност.
Приземяват се на 300 км от Астана. Награден е с ордена „Герой на Съветския съюз“, като се нарежда сред 8-те носители на ордена, които не са граждани на СССР.
Между 1991 и 1992 г. Хермашевски служи като заместник-командващ ВВС. Понастоящем е пенсиониран.
Женен е за Емилия Хермашевска; имат 2 деца – Мирослав (1966) и Емилия (1974).